# Jour du drapeau national du Canada

Le drapeau du Canada, aussi connu en français comme « l'Unifolié », et en anglais comme « The Maple Leaf Flag ».

Au Canada, le jour du drapeau (anglais : Flag Day), nommé officiellement le jour du drapeau national du Canada (National Flag of Canada Day), célébré chaque année le 15 février, commémore l'adoption du drapeau du Canada à cette date en 1965, après de longs débats. La journée est marquée par des cérémonies publiques et des programmes éducatifs dans les écoles. Ce jour n'est pas férié, bien qu'il y ait eu des discussions à propos d'une telle possibilité.

## Histoire

Le Red Ensign est l'ancien drapeau du Canada, qui a été remplacé par l'Unifolié en 1965.

L'actuel drapeau a remplacé le Red Ensign canadien, qui avait été, avec diverses modifications successives, en utilisation classique comme le drapeau national canadien depuis 1868. Sous la direction du premier ministre Lester B. Pearson, des résolutions recommandant le nouveau drapeau ont été adoptées par la Chambre des communes le 15 décembre 1964, et par le Sénat deux jours plus tard.
Le drapeau, conçu par George Stanley, a été proclamé par Élisabeth II, la reine du Canada, le 28 janvier 1965, et a pris effet « le, à partir du et après le » 15 février.
Le jour du drapeau national du Canada a été créé en 1996 par un décret du gouverneur général Roméo LeBlanc, à l'initiative du premier ministre Jean Chrétien.